# Comuna Zarîvînți, Buceaci
Zarîvînți (în ucraineană Заривинці) este o comună în raionul Buceaci, regiunea Ternopil, Ucraina, formată din satele Rukomîș și Zarîvînți (reședința).

## Demografie
Componența lingvistică a comunei Zarîvînți
     Ucraineană (99,81%)
     Alte limbi (0,19%)
Conform recensământului din 2001, majoritatea populației comunei Zarîvînți era vorbitoare de ucraineană (99,81%), existând în minoritate și vorbitori de alte limbi.